# Harlekinlerche

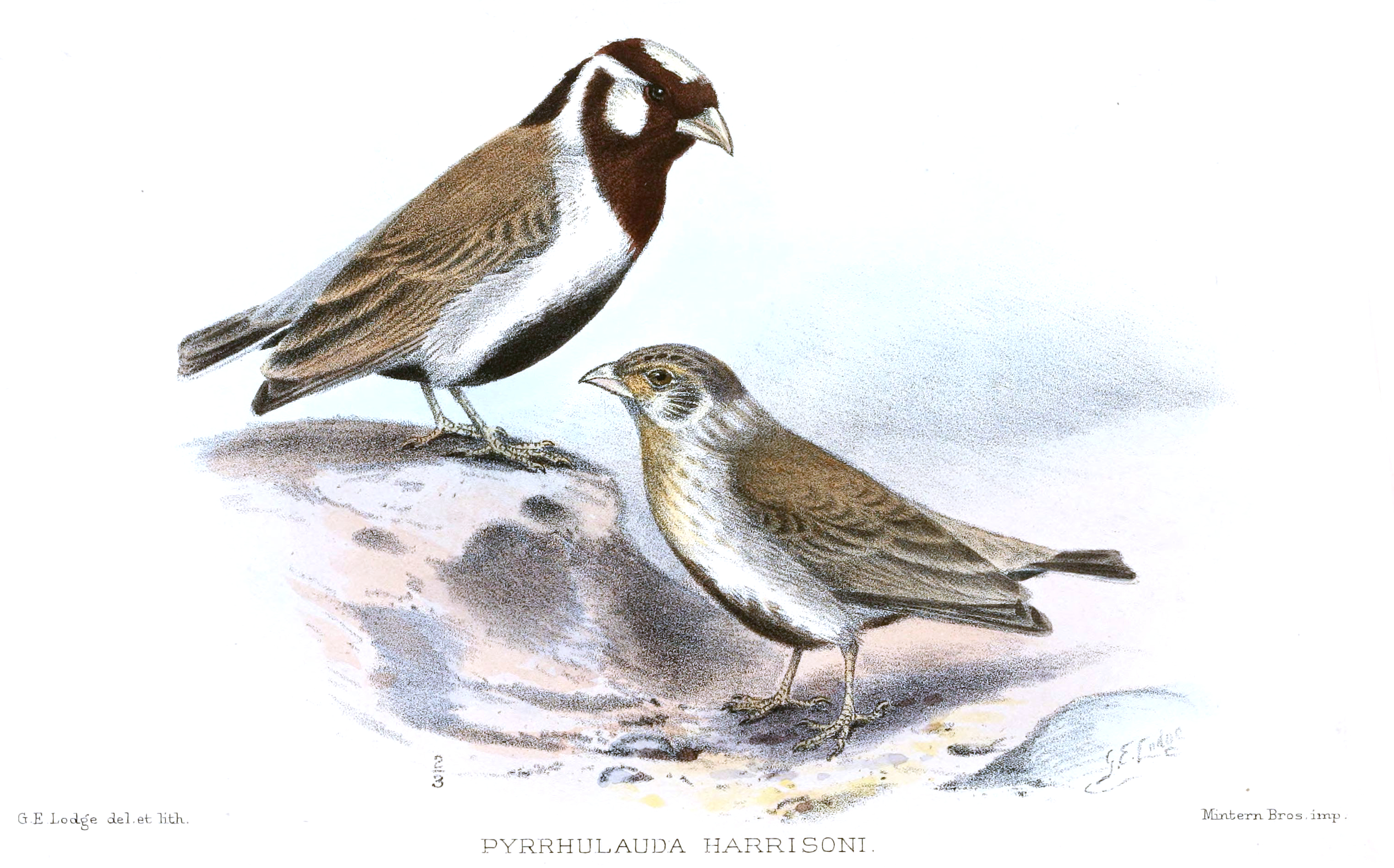
Zeichnung zweier Harlekinlerchen, links das Männchen, rechts das Weibchen

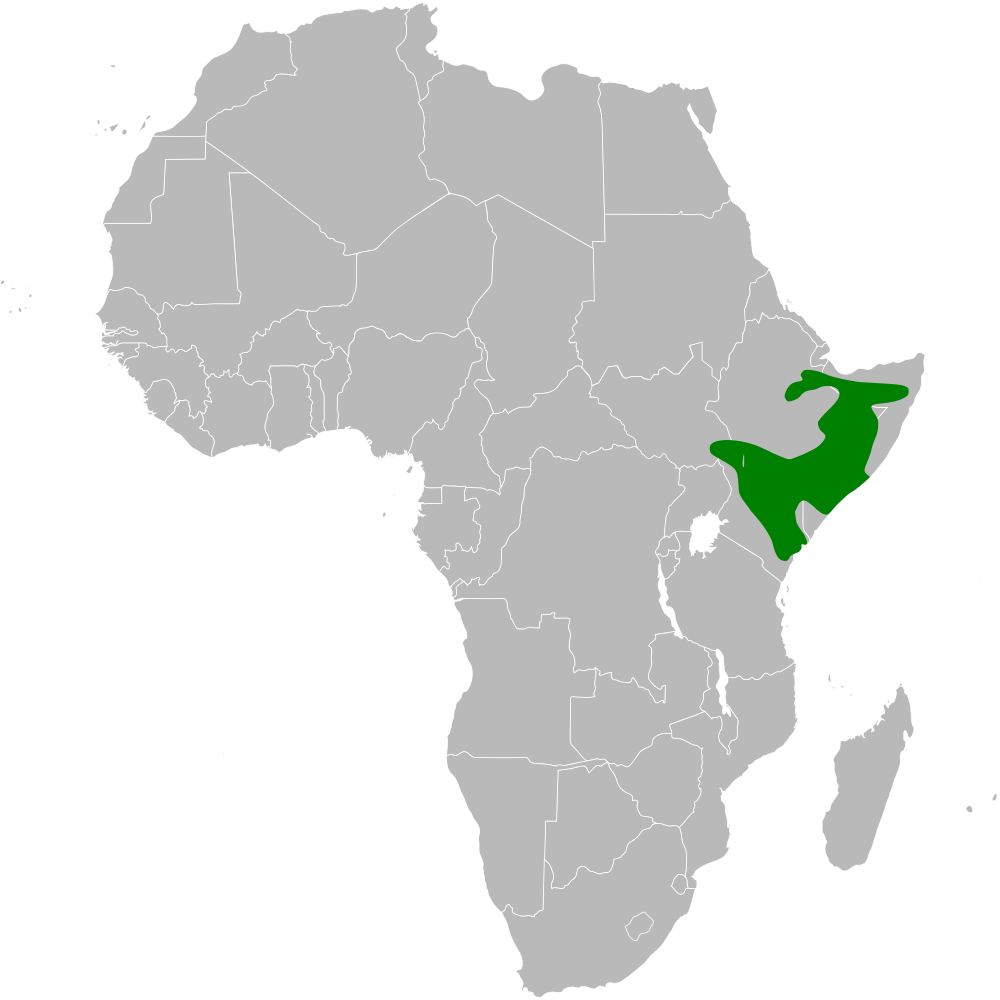
Verbreitungsgebiet der Harlekinlerche

Die Harlekinlerche (Eremopterix signatus) ist eine Art aus der Familie der Lerchen. Es handelt sich um eine sehr kleine, finkenähnliche Lerche, die einen dicken kurzen Schnabel hat. Sie ist etwa um 35 Prozent kleiner als eine Feldlerche. Ihr Verbreitungsgebiet liegt im Osten Afrikas. Es werden zwei Unterarten unterschieden. Sie bildet möglicherweise gemeinsam mit der Weißstirnlerche eine Superspecies.
Die IUCN stuft die Harlekinlerche als ungefährdet (least concern) ein.

## Merkmale
Die Harlekinlerche erreicht eine Körperlänge von etwa 11,5 bis 12 Zentimetern, wovon 4,3 bis 5,6 Zentimeter auf den Schwanz entfallen. Der Schnabel misst vom Schädel aus gemessen 1 bis 1,25 Zentimeter. Sie wiegt etwa 15 bis 16 Gramm. Es besteht ein ausgeprägter Geschlechtsdimorphismus.
Beim Männchen sind Kopf, Kinn und Kehle kastanienbraun. In der Scheitelmitte befindet sich ein großer weißer Fleck. Auch die Wangen und die Ohrdecken sowie der Hinterhals sind weiß. Auf dem oberen Mantel verläuft eine dunkelbraune Binde. Die übrige Körperoberseite ist sandfarben bis braun. Die Brust- und Bauchseiten sind schmutzig weiß. Ein breites kastanienfarbenes Band verläuft von der Kehle bis zu den Unterschwanzdecken. Die Federn der Flügel sind braun, die inneren Handschwingen sowie alle Armschwingen sind hell gesäumt. Das Schwanzgefieder ist braun, das mittlere Steuerfederpaar ist etwas heller und am Ende rötlichbraun gesäumt. Die sechste (äußerste) Steuerfeder hat eine weiße Außenfahne und auch die Innenfahne ist im letzten Drittel weiß. Der Schnabel ist hellgrau bis weißlich. Die Iris ist braun.
Das Weibchen hat grundsätzlich eine ähnliche Färbung wie das Männchen, es fehlen jedoch die kastanienfarbenen Abzeichen. Das Gesicht ist undeutlich gestrichelt, die Wangen und Ohrdecken sind nicht weiß, sondern graubraun. Die Körperunterseite ist schmutzig-weiß mit dunklen Stricheln auf der Bauchmitte. Die Färbung der Flügel und des Schwanzgefieders entspricht dem des Männchens.
Jungvögel ähneln zunächst dem adulten Weibchen.

## Verwechslungsmöglichkeiten
Das Männchen ist auf Grund seiner kontrastreichen Zeichnung und vor allem dem großen Scheitelfleck mit keiner anderen Lerchenart im Verbreitungsgebiet zu verwechseln. Die ähnlich gezeichneten Männchen der Graurückenlerche kommen im Verbreitungsgebiet nicht vor. Die Weibchen ähneln den der Weißwangenlerche. Sie sind jedoch insgesamt heller.

## Verbreitungsgebiet der Unterarten und Lebensraum
Es werden zwei Unterarten unterschieden:
- E. s. harrisoni (Ogilvie-Grant, 1900) – Vorkommen vom Südosten des Sudans bis in den Nordwesten von Kenia.
- E. s. signatus (Oustalet, 1886) – Vorkommen im Süden und Osten Äthiopiens, Somalia und im Osten Kenias.

Die Harlekinlerche ist im gesamten Verbreitungsgebiet ein durchaus häufiger Vogel, allerdings ist die zur selben Gattung gehörende Weißstirnlerche häufiger.
Der Lebensraum sind steinige, mit Büschen schütter bestandene Wüsten sowie kurzgrasige Halbwüsten. In Höhenlagen oberhalb von 2000 Metern kommt sie kaum vor.

## Lebensweise
Die Harlekinlerche frisst überwiegend Grassamen. Nestlinge werden auch teilweise mit Insekten gefüttert. Ihre Nahrung findet die Harlekinlerche ausschließlich auf dem Boden. Außerhalb der Brutzeit kommt sie in Trupps von bis zu 40 Individuen vor. Sie ist dann auch mit der Weißstirnlerche und der Weißwangenlerche vergesellschaftet. Beim Singflug steigt das Männchen nicht höher als etwa sechs bis zehn Meter.
Wie alle Lerchen ist auch die Harlekinlerche ein Bodenbrüter. Die Brutzeit fällt in den Zeitraum April bis Juli. Das Nest ist ein typisches, napfförmiges Lerchennest, das neben Grasbüscheln oder Steinen gebaut wird. Das Gelege besteht aus drei bis fünf Eiern.

## Einzelbelege
1. 1 2 3  Pätzold: Kompendium der Lerchen. S. 155.
2. 1 2 3 4 5 6   Handbook of the Birds of the World zur Harlekinlerche, aufgerufen am 13. März 2017
3. 1 2  Pätzold: Kompendium der Lerchen. S. 154.
4. ↑  IOC World Bird List 6.4. In: IOC World Bird List Datasets. doi:10.14344/ioc.ml.6.4 (englisch, worldbirdnames.org).